# Marlon Stöckinger
Marlon Alexander Stöckinger (Manila, 4 de abril de 1991) é um automobilista filipino que disputou a GP2 Series em 2015 pela equipe Status Grand Prix. Integrou o programa de jovens talentos da Lotus. Foi o primeiro piloto de seu país a correr no automobilismo europeu.

## Carreira
Filho do empresário suíço Tom Stöckinger, um entusiasta de corridas, Marlon iniciou sua carreira pilotando karts, tendo disputado várias provas da modalidade até 2007, profissionalizando-se em 2008 para competir na Fórmula BMW europeia.
Na Fórmula Renault britânica, categoria onde atuou entre 2009 e 2010, foi coadjuvante em uma temporada cujos destaques foram James Calado, Dean Stoneman, Harry Tincknell, Matias Laine e Will Stevens, obtendo apenas um décimo-primeiro lugar na feature race de Oulton Park como melhor resultado.
Entre 2011 e 2012, Stöckinger disputou a GP3 Series, conquistando apenas uma vitória, na sprint race de Monte Carlo. Ainda competiu na World Series by Renault pela equipe Charouz Racing System, que tinha apoio da Lotus. Um terceiro lugar na feature race de Hungaroring foi o melhor resultado obtido pelo filipino em 2 anos na categoria.
Em março de 2015, foi confirmada a contratação de Stöckinger para disputar a GP2 com a equipe Status Grand Prix, a mesma pela qual havia competido na GP3.